# Philoscia australis
Philoscia australis là một loài chân đều trong họ Philosciidae. Loài này được Richardson Searle miêu tả khoa học năm 1914.